# Kotabagi, Hukeri
Kotabagi là một làng thuộc tehsil Hukeri, huyện Belgaum, bang Karnataka, Ấn Độ.